# Corynelia tropica
Corynelia tropica är en svampart som först beskrevs av Auersw. & Rabenh., och fick sitt nu gällande namn av Starbäck 1905. Corynelia tropica ingår i släktet Corynelia och familjen Coryneliaceae.   Inga underarter finns listade i Catalogue of Life.